# كأس جورجيا 2008–09
كأس جورجيا 2008–09 هو موسم من كأس جورجيا. أشرف على تنظيمه اتحاد جورجيا لكرة القدم، وكان عدد الأندية المشاركة فيه 29، وفاز فيه نادي دينامو تبليسي.